# Перм (народ)

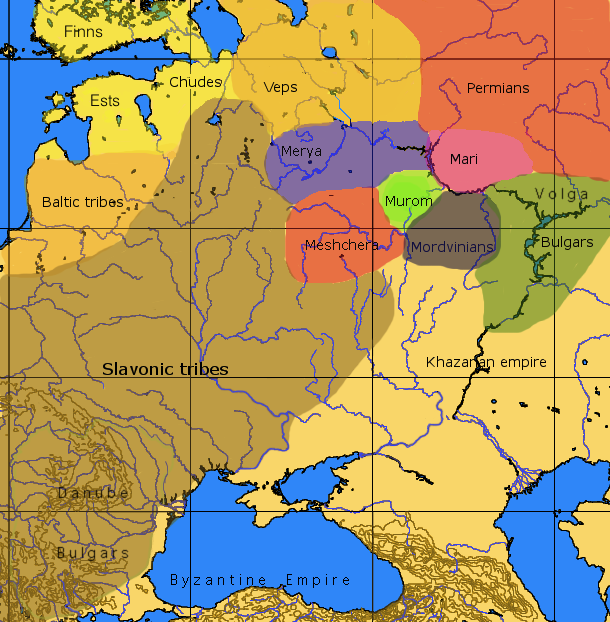
Фінські племена, слов'яни та хозари у 9 столітті; Перм позначена червоним

Перм — гіпотетичний народ, який говорив прапермською мовою і проживав у 1 тисячолітті до н. е. та 1 тисячоліття н. е. в Приураллі | Предки сучасних удмуртів та комі.
Перм виділилися з фінно-пермської мовної спільності у І тисячолітті до н. е., залишившись у східному її ареалі - у В'ятсько-Камському регіоні. Протоперм була одним із головних етнічних компонентів Ананьїнської культурно-історичної спільноти (VIII-III ст. до н. е.).
Перм, що стали предками удмуртів та комі, проживали на порівняно компактній території, чим пояснюється порівняльна близькість удмуртської та комі мов. Цю територію «прапермського ядра» пов'язують із Гляденівською культурою 1 пол. 1 тисячоліття н. е., що займала територію Середнього Прикам'я від Пермі до Сарапула. Гляденівців змінюють Ломоватовська (Верхня Кама), Неволінська (Силва) та Поломська (Верхня Чепця) культури, носії яких також говорили пермською прамовою.
Раніше для опису цих народів також використовувалося ім’я біармяни. Нещодавні дослідження фінно-угорського субстрату в північноросійських діалектах свідчать про те, що в Біармії колись, окрім пермі, жили носії інших фінно-угорських мов.

## Руські князівства та Волзька Булгарія у1237році
Поява держави Волзька Булгарія у регіоні стала важливим чинником етнічного розвитку пермі. Під тиском булгар частина їх — праудмурти — пішла на Нижні Каму та В'ятку, інша частина — пракомі — на Верхню Каму, де утворилася Перм Велика (Роданівська культура) та Вичегду (Перм Вичегодська). Між праудмуртами та пракомі, на Середній Чепці, у IX—XIII століттях проживало населення Чепецької культури, яке вважають носієм проміжних пермських діалектів. Остаточний розпад загальнопермської діалектної єдності відбувається після розгрому Волзької Булгарії татаро-монголами в 1236 і хрещення комі Стефаном Пермським (кінець XIV століття).
Таким чином, до середини 2 тисячоліття остаточно сформувалися удмуртський та комі народи. Предки удмуртів випробували на собі сильний культурний і економічний вплив булгар (а потім татар, що їх змінили), а предки комі — давньоруського населення. Це стало одним із основних факторів розпаду пермської спільноти. 
Обидва народи пермської групи перебували під владою Росії з 16 століття. У новітній час відбувається інтенсивна російська колонізація місць їх проживання, внаслідок чого обидва народи стають меншинами на своїх землях та зазнають тотальної русифікації. 